# Koszniaki (przystanek kolejowy)
Koszniaki (ros. Кошняки) – przystanek kolejowy w miejscowości Koszniaki, w rejonie iznoskim, w obwodzie kałuskim, w Rosji. Położony jest na linii Wiaźma – Kaługa.